# Mechnica (województwo opolskie)
Mechnica (dodatkowa nazwa w j. niem. Mechnitz) – wieś w Polsce położona w województwie opolskim, w powiecie kędzierzyńsko-kozielskim, w gminie Reńska Wieś.
W latach 1954–1968 wieś należała i była siedzibą władz gromady Mechnica, po jej zniesieniu w gromadzie Większyce. W latach 1975–1998 miejscowość administracyjnie należała do ówczesnego województwa opolskiego.
Przez miejscowość przepływa niewielka rzeka Stradunia, dopływ Odry.
| SIMC    | Nazwa            | Rodzaj     |
| ------- | ---------------- | ---------- |
| 0998317 | Brodek           | przysiółek |
| 0998323 | Kolonia Mechnica | przysiółek |

## Historia
25 marca 1243 w łacińskim dokumencie Mieszka II Otyłego wydanym w Mechnicy miejscowość wymieniona jest jako wieś pod nazwą villa Mechniz. Należała do majątku Winklerów. Potem właścicielem był Nass, zaś jego następcą był Józef Malczko.
Od końca XVIII w. wieś posiadała pieczęć gminną, na której wizerunku umieszczono rybaka w łódce, lub postać w łódce podczas przeprawy promowej.
W 1805 przebudowano kościół. W 1855 dobudowano do kościoła wieżę.
W 1961 we wsi było 59 posesji i 71 domów mieszkalnych, we wsi był kościół, szkoła z jednym nauczycielem oraz młyn wodny.
Od czasów parcelacji za Józefa Malczka wieś składała się z 105 posesji, 19 zagród chłopskich, karczmy dziedzicznej, 11 zagrodników, 16 chałupników wygonowych i 58 chałupników, którzy gospodarowali na: 2212 morgach roli ornej, 350 łąk, i 867 pastwisk, co dawało razem powierzchnię 3429 mórg. We wsi byli także dwaj kupcy oraz dwaj kowale.
W 1886 wieś miała 143 domy mieszkalne.
Podczas plebiscytu w 1921 roku 506 osób głosowało za Niemcami, a 186 za Polską.
W 1925 do wsi należało 170 budynków mieszkalnych, a do majątku - 3 budynki zamieszkane, w których gospodarzyły 3 rodziny. Podczas spisu powszechnego 165 osób podało język niemiecki, 173 język polski za ojczysty. 713 osób posługiwało się obydwoma językami.
W 1933 na terenie wsi znajdowały się 182 gospodarstwa.
W czerwcu 1945 grupa bandytów z Armii Czerwonej porwała ze wsi trzynaście młodych dziewcząt celem zgwałcenia. Potem pojawiali się tam jeszcze kilkakrotnie żądając nowych kobiet. W końcu mieszkańcy wykupili się znaczną ilością alkoholu.

## Mieszkańcy
Miejscowość zamieszkiwana jest przez mniejszość niemiecką oraz Ślązaków. Mieszkańcy wsi posługują się gwarą prudnicką, będącą odmianą dialektu śląskiego. Należą do podgrupy gwarowej nazywanej Buchciołrzy.

### Liczba mieszkańców wsi
| Rok                | 1831 | 1855 | 1880 | 1925 | 1933 | 1939 | 1945 | 1947 | 1960 |
| Liczba mieszkańców | 453  | 701  | 1011 | 1951 | 1955 | 1106 | 808  | 857  | 876  |

## Zabytki
Do wojewódzkiego rejestru zabytków wpisany jest kościół par. pw. św. Jakuba, 1794 r.